# Thirring Gusztáv
Thirring Gusztáv (Sopron, 1861. december 25. – Budapest, 1941. március 31.) magyar földrajztudós, statisztikus, demográfus, természetjáró, a Magyar Tudományos Akadémia rendes tagja. Kezdetben földrajzi kérdésekkel foglalkozott, majd demográfiai kutatásokat végzett, elsősorban a fővárossal kapcsolatban. Nagy szerepe volt a kivándorlások statisztikai feldolgozásában. A turizmus népszerűsítésében végzett munkássága is jelentős. 1906 és 1926 között a Székesfővárosi Statisztikai Hivatal igazgatója.

## Életútja
Egyetemi tanulmányait Budapesten végezte, ahol ösztöndíjas hallgatóként bölcsészdoktori diplomát szerzett földrajz–természetrajz szakon. Az egyetemen Török Aurél tanítványa volt.
1884-ben az egyetem antropológiai intézetében kapott tanársegédi állást, majd 1888-ban a Székesfővárosi Statisztikai Hivatal munkatársa, tisztviselője lett. 1894-ben aligazgatóvá, 1906-ban igazgatójává nevezték ki. A hivatalt húsz éven keresztül, 1926-ig vezette. Hivatali munkája mellett 1897-ben a budapesti egyetemen magántanárrá avatták, demográfiát oktatott. (Tanítványai közé tartozott többek között Móra Ferenc is.) 1906-ban címzetes rendkívüli tanár lett. 1915-től 1924-ig a Fővárosi Liszthivatal vezetője, Budapest közélelmezésének egyik irányítója volt.
1902-ben választották a Magyar Tudományos Akadémia levelező, 1926-ban pedig rendes tagjává. 1903-ban a Nemzetközi Statisztikai Intézet tagjává avatták, 1914-ben a Magyar Földrajzi Társaság alelnöke lett. 1925 és 1931 között a Magyar Statisztikai Társaság elnökeként is tevékenykedett. Ezenkívül a francia Commission de la Statistique des Grandes Villes előadója, a német Deutsche Statistische Gesellschaft és 1930-tól az Amerikai Statisztikai Társaság tiszteletbeli tagja volt. 1894 és 1925 között a Budapest Székesfőváros Statisztikai Hivatala Közleményei alapító főszerkesztője, valamint 1908 és 1916 között a Városi Szemle alapító szerkesztője volt (Harrer Ferenccel). 1889-ben megalapította a Turisták Lapja című lapot, amelynek hét éven át szerkesztője volt. Előtte 1888-ban segítette a Magyar Turista Egyesület megalapítását, ahol előbb titkár, később elnök volt. 1918 után a Nyugat-magyarországi Liga elnöke volt, így részt vett a soproni népszavazás megszervezésében.

## Munkássága

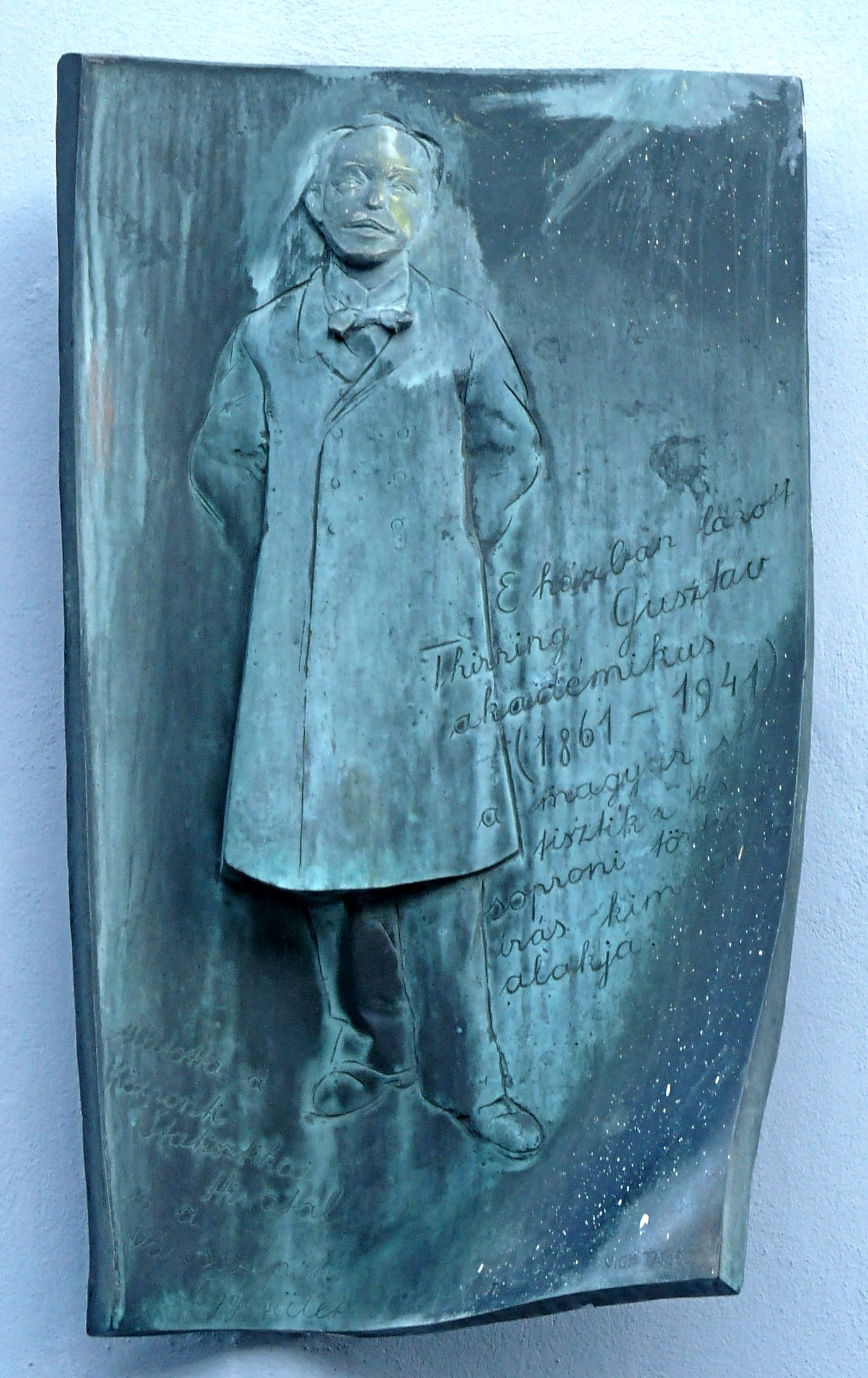
Vígh Tamás domborműve

Munkásságának és kutatásainak jelentős részét a statisztika, ezen belül a demográfia területén végezte, bár pályája elején földrajzi kérdésekkel is foglalkozott. Statisztikai kutatásaiban Budapest különböző szempontú felmérését végezte, így a közegészségügy, a gyermekegészségügy, a közművelődés és a korabeli agglomeráció szemszögéből. A későbbiekben áttért a demográfiai vizsgálatokra, így a társadalmi fejlődés, a háztulajdon és a tagozódás felmérésére. Kiemelkedő jelentőségűek a kivándorlás területén kifejtett munkái, amelyek az országból kifelé áradó migráció tömegessé válásának első pontos adatait mutatták ki. A Nemzetközi Statisztikai Intézet Thirring kezdeményezésére indította meg a kivándorlások és a nagyvárosok statisztikai jellegű feldolgozását, felmérését és az adatok gyűjtését. Történeti statisztikai munkái közül kiemelendő a II. József-féle népszámlálásról évtizedekig készített monográfiája. Munkái magyar, német és francia nyelven jelentek meg.
Ezenkívül szülővárosa, Sopron gazdaságtörténetével és földrajzával is foglalkozott, valamint részt vett a város közéletében, főleg az 1920-as népszavazás idején. Tudományos munkássága mellett a turizmus népszerűsítésében és megszervezésében vállalt szerepet, így több útikalauz szerzője (Vigyázó Jánossal közösen), ezzel az útikalauz-irodalom egyik jelentős személyisége. A Magyar Turista Egyesület megalapításával megalapozta a természetjárás és a turizmus fejlődését.
A Pallas nagy lexikona szerkesztésének munkájában is részt vett.

## Magánélete
1891-ben kötött házasságot Waisbecker Irénnel, aki 1868. szeptember 25-én született Waisbecker Antal megyei orvos és Szovják Emília leányaként, és esküvője évében szerzett tanítónői oklevelet. Felesége jelentős gyermekirodalmi munkásságot fejtett ki, közel tucatnyi korabeli lapban jelentek meg tanulmányai, meséi és más írásai; többek között a Turisták Lapjában, az Ország-Világban, az Uj Időkben (1905), a Budapesti Hirlapban, az Én Ujságomban és a Pesti Naplóban. Házasságukból négy gyermek született: Gusztáv, Emília, Lajos és László. Fiai közül Thirring Lajos (1899–1982) részben követte pályáján, mert ő maga is statisztikus, demográfus lett. Egyik dédunokája Somlyódy László (1943) vízépítő mérnök, egyetemi tanár, akadémikus.

## Emlékezete

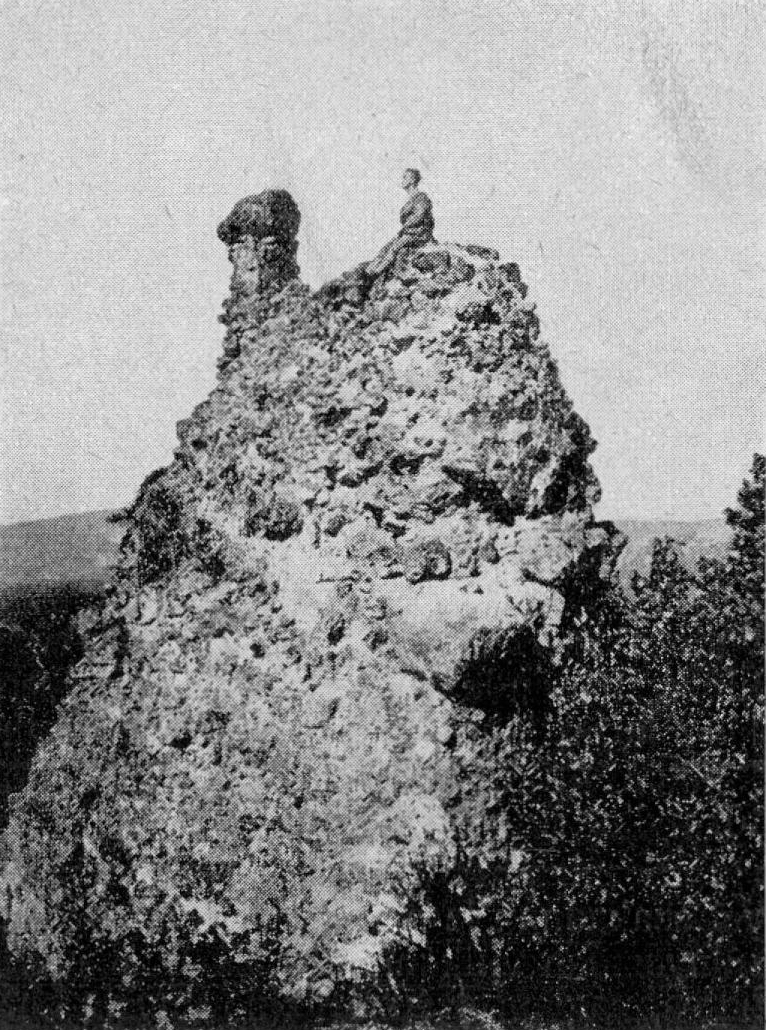
Az egyik Thirring-szikla Bekey Imre Gábor fényképén

Tiszteletére alapították a Thirring Gusztáv-emlékérmet, amelyet a természetjáró irodalomban és ismeretterjesztésben kifejtett kimagasló tevékenységért adományoznak; nevét viseli a Thirring Gusztáv Természetbarát Egyesület és a Dobogókő közelében található Thirring-szikla. 1981-ben a Statisztikai Szemle különszámban emlékezett meg Thirringről. Sopronban utcát neveztek el róla.
Nevét ezeken kívül a Magyar Turista Egyesület Hunfalvy Osztálya által kialakított, mintegy két kilométeres Thirring körút is őrzi. Emlékére az egyesület a báró Eötvös Loránd Menedékház Thirring-termének falán elhelyezte domborműves emléktábláját. Sopronban, a Balfi úti Evangélikus temetőben van eltemetve (XXI csoport, 23-as számú sírhely).
Könyv- és kézirathagyatékát a Központi Statisztikai Hivatal Könyvtár őrzi.

## Főbb munkái
- Die Naturalitäts- und Moralitätsverhältnisse der ungarischen Städte (1894)
- Budapest közegészségi és közművelődési viszonyai (1894, franciául is megjelent)
- Budapest gyermekegészségügyi viszonyai (1896)
- Budapest környéke (1900)
- Népesedésünk kútforrásai a múlt század első felében (1903)
- A magyarországi kivándorlás és a külföldi magyarság (1904)
- Sopron és a magyar Alpok (1911, németül is megjelent)
- Budapest (1919, harmadik kiadás 1926)
- Budapest Duna-jobbparti környéke (Barcza Imrével). 52 képpel, 6 tábl. 10 alapr., 2 várostervr. és 4 térképpel. (Részletes magyar útikalauzok I. köt., 2. füz.) 268 oldal. Budapest, 1920.
- Budapest Duna-balparti környéke (1923)
- Budapest székesfőváros félszázados fejlődése 1873–1923 (1924)
- Statistik des Hausbesitzes (1924)
- Akadémiánk és a hazai statisztika (1927)
- Felső Dunántúl (1933)
- Budapest főváros demográfiai és társadalmi tagozódásának fejlődése az utolsó 50 évben I–II. (1936–1937)
- Magyar László élete és tudományos működése (1937)
- Magyarország népessége II. József korában (1938)

## További irodalom
- Heimler Károly: Thirring Gusztáv és munkássága. Soproni Szemle, 1941. 2. sz.
- Kovács Alajos: Thirring Gusztáv emlékezete. Statisztikai Szemle, 1941. 10. sz.
- Kovacsics József: Thirring Gusztáv életútja. 1981. 8–9. sz.
- Lencsés Ákos – Rózsa Dávid: Egy természetjáró tudós emlékezete. Százötven éve született Thirring Gusztáv. Élet és Tudomány, 2011. 49. sz.